# Театральный роман (фильм)
«Театральный роман» — российский художественный фильм, снятый в 2002 году режиссёрами Олегом Бабицким и Юрием Гольдиным по одноимённому произведению Михаила Булгакова.

## Сюжет
Бывший работник газеты, а ныне драматург Максудов, безуспешно пытается поставить свою пьесу о Гражданской войне. Решительно всё против него — и бежавший неведомо куда издатель, и весьма профессиональный, но крайне своеобразный директор Иван Васильевич и «старейшины» театра, недовольные пьесой, в которой должны играть более молодые актёры.
Была ли поставлена пьеса, или осталась лишь предсмертным видением «типичного покойника» Максудова — выясняется в эпилоге. Хотя, вполне возможно, что и прозвучавший выстрел и рассказ о неудачливом литераторе, якобы бросившемся с Цепного моста, лишь части мистификации…

## В ролях
| Актёр                | Роль                             |
| -------------------- | -------------------------------- |
| Игорь Ларин          | Максудов                         |
| Максим Суханов       | Иван Васильевич / Пётр Бомбардов |
| Михаил Швыдкой       | театровед                        |
| Валерий Золотухин    | Ильчин                           |
| Эммануил Виторган    | Гавриил Степанович               |
| Виктор Сухоруков     | Тулумбасов                       |
| Наталия Коляканова   | Пряхина                          |
| Оксана Мысина        | Торопецкая                       |
| Николай Чиндяйкин    | Рудольфи                         |
| Валентин Смирнитский | Полторацкий                      |
| Александр Семчев     | Елагин / Патрикеев               |
| Зинаида Шарко        | тётушка Настасья Ивановна        |
| Феликс Антипов       | Ликоспастов                      |
| Эдуард Марцевич      | изящный блондин                  |
| Виктор Сергачёв      | старейшина в пенсне              |
| Вадим Александров    | Демьян Кузьмич                   |
| Эдуард Радзюкевич    | Панин                            |
| Дмитрий Марьянов     | Фома Стриж                       |
| Вячеслав Бутенко     | Княжевич                         |
| Алёна Галлиардт      | Менажраки                        |
| Вячеслав Гришечкин   | Рвацкий                          |
| Наталия Селиверстова | Вешнякова                        |
| Андрей Тихомирнов    | молодой человек                  |
| Людмила Долгорукова  | дама в соболях                   |
| Зинаида Сидоркова    | Евлампия Петровна                |
| Андрей Мадисон       | бородатый литератор              |
| Игорь Письменный     | критик в очках                   |
| Валерий Данилин      | журналист                        |
| Владис Гольк         | молодой литератор                |
| Иван Агапов          | нервный литератор                |
| Наталья Домерецкая   | 1-я разведённая жена             |
| Елена Фомина         | 2-я разведённая жена             |
| Александр Кузьмичёв  | доктор                           |
| Евгений Унгард       | бритый актёр                     |
| Александр Мякушко    | человек без штанов               |
| Бронислава Захарова  | старуха в берете                 |
| Александр Карпов     | военный                          |
| Александр Гришаев    | крепыш                           |
| Алексей Якубов       | молодой человек                  |
| Геннадий Галкин      | полный гражданин                 |
| Игорь Ларин          | гражданин в шляпе                |
| Наталья Тиховская    | взволнованная дама               |
| Татьяна Кузнецова    | скандальная дама                 |
| Ирина Лазарева       | плачущая гражданка               |
| Александр Комиссаров | буфетчик                         |
| Елена Галлиардт      | женщина в белом                  |
| Марина Кузнецова     | голос по трансляции              |

## Съёмочная группа
- Режиссёры: Олег Бабицкий, Юрий Гольдин
- Сценарист: Евгений Унгард, Олег Бабицкий, Юрий Гольдин
- Оператор-постановщик: Артур Гимпель
- Художник-постановщик: Владимир Аронин
- Художники по костюмам: Алина Будникова, Ирина Белоусова
- Режиссёр: Тамара Владимирцева
- Оператор: Александр Лобов
- Звукооператор: Максим Молотков
- Музыкальный редактор: Александр Гурьянов
- Редактор: Елена Ковалевская
- Художник по гриму: Галина Ковалёва
- Консультант: Александр Урес
- Директор: Вера Виленская
- Дирижёр: Сергей Скрипка

## Музыкальное сопровождение
В фильме использованы фрагменты произведений Карла Орфа (кантата «Кармина Бурана»), Шарля Гуно (опера «Фауст»), Фредерика Шопена (вальс си минор, соч. 69 № 2), Фрица Крейслера («Маленький венский марш»), Густава Малера (симфония № 1 «Титан»), а также  Антонина Дворжака и Джузеппе Верди (опера «Аида»).

## Призы и награды
- 2004 — номинация на премию «Золотой орёл» за лучший телефильм или мини-сериал (до 10 серий включительно).